# Federacja Organizacji Proobronnych
Federacja Organizacji Proobronnych – związek działających na terytorium Rzeczypospolitej Polskiej stowarzyszeń proobronnych, organizacji paramilitarnych oraz innych cywilnych podmiotów działających na rzecz obronności państwowej i obrony cywilnej.
Celem działalności jest koordynacja podejmowanych przez stowarzyszone organizacje działań, unifikacja wyszkolenia, a także tworzenie przyszłych rezerw dla Sił Zbrojnych oraz wspomaganie obrony cywilnej.
Federacja powstała z inicjatywy i pod patronatem MON. Pierwszym prezesem federacji był gen. Bogusław Pacek, który  od listopada 2014 do listopada 2015 pełnił także funkcję pełnomocnika MON ds. społecznych inicjatyw proobronnych. Obecnie prezesem federacji jest bryg. ZS Krzysztof Wojewódzki. 
W chwili obecnej do federacji należą największe organizacje proobronne działające w Polsce: Związek Strzelecki, Związek Strzelecki „Strzelec”, Związek Strzelecki „Strzelec” Józefa Piłsudskiego, Związek Strzelecki "Strzelec" Rzeczypospolitej Polskiej, Stowarzyszenie FIA oraz Stowarzyszenie Instruktorów Legii Akademickiej.